# Tomás Valcárcel Deza
Tomás Valcárcel Deza (Torrevella, 11 de novembre de 1903 - Alacant, 31 d'agost de 1999) va ser un director artístic i foguerer conegut per les seues reformes de les festes de les Fogueres de Sant Joan, oficialitzant diversos aspectes de la festa actual, i ser el president sota el qual les Fogueres van aconseguir el títol de Festa d'Interés Turístic Nacional.

## Biografia
Tomás Valcárcel naixeria a Torrevella al si d'una família dedicada a les manufactures tèxtils per a les diferents festes populars del País Valencià. Molt jove, amb cinc anys, es traslladaria a la capital de l'Alacantí, on els seus pares establirien un nou taller de confecció. Tomás Valcárcel va dirigir en la seua adultesa el taller que va obrir la seua mare, però sempre tingué una vocació artística molt major a l'empresarial. Fill d'un comandant d'Infanteria, Tomás Valcárcel va rebre una educació de caràcter conservador i religiós a l'institut dels Maristes, aleshores situat en la Rambla de Méndez Núñez. Ben jove, se'n va anar a París i l'Alger a perseguir les seues aspiracions artístiques. En tornar a Alacant al voltant de la dècada dels 1940, i gestionant el taller tèxtil de sa mare, entraria en contacte amb les festes de les Fogueres de Sant Joan.
Durant aquesta època va dirigir diversos aspectes de la festa, entre les quals destaquen els actes d'exaltació de les Bellees del Foc durant 30 anys, primer sota la presidència de Ramón Guilabert. En 1953 va rebre l'emblema d'or de les Fogueres (la segona persona en rebre'l després de José María Py) i en 1962 va rebre la medalla d'or i brillants. En 1961 va ser triat president de la Comissió de Fogueres d'Alacant, càrrec que ostentaria fins a 1979. És la persona que ha estat més anys al capdavant de la Comissió. Durant la seua presidència, les comissions foguereres van créixer en nombre, al caliu de l'expansió urbanística de la ciutat, i es va designar la festa com a Festa d'Interés Turístic Nacional. També va introduir a la festa la indumentària de foguerer, dissenyada per ell mateix l'any 1971 i la figura de la bellea del foc i foguera infantils. Per la seua gran participació en les Fogueres, va rebre l'any 1966 el càrrec de President d'Honor Perpetu. Va ser regidor de festes durant alguns anys, traslladant al seu domicili particular la seu de la Comissió de Festes.
A banda de la seua tasca reconeguda com a foguerer, també va participar en l'àmbit religiós i dramàtic. Va participar en la fundació de la Confraria de la Mare de Déu de l'Alegria, tradicionalment lligada a les festes de les Fogueres. Va fundar un grup dramàtic anomenat Las huestes de Valcárcel, amb representacions dirigides per ell mateix i amb significatiu èxit en l'àmbit local, envoltat de figures rellevants dels escenaris de l'època. El músic José Alfosea li va dedicar l'any 1947 una marxa anomenada Valcárcel ¡Viva Alacant!.
L'any 1996 va rebre el títol de fill adoptiu de la ciutat. Va faltar a Alacant, l'any 1999, amb 95 anys, i es va organitzar un homenatge públic pocs dies després, en el seu vetlatori organitzat per la Comissió de Fogueres d'Alacant en la Cocatedral de Sant Nicolau de Bari al qual assistiren unes 600 persones. En l'actualitat el barri de Sant Blai té una plaça dedicada a la memòria de Tomás Valcárcel, i una foguera que també porta el seu nom.

## Obres
Tomás Valcárcel va escriure el llibret de diverses obres teatrals i poètiques d'escassa rellevància, escrites per a ser representades pel seu propi grup durant l'època de la Setmana Santa:
- Estampas bíblicas (1942)
- Evocaciones de Navidad (1945)
- Judas (1947)
- Jesús (1947)
- Coronación (1950)

D'autoria pròpia també són les obres de caràcter ficcional-fantàstic:
- ¿Fue bella la Cenicienta? (1944)
- Amatesamas, encajes, alamares y marfiles (1956)
- Humo del Kiff
- La venganza de don Mendo